# Callilepis salicifolia
Callilepis salicifolia là một loài thực vật có hoa trong họ Cúc. Loài này được Oliv. mô tả khoa học đầu tiên năm 1883.